# Гулистанский район
Гулистанский район (узб. Guliston tumani / Гулистон тумани) — административная единица в Сырдарьинской области Узбекистана. Административный центр — городской посёлок Дехканабад.

## История
Гулистанский район был образован в составе Ташкентской области в 1952 году. 25 июня 1959 года к Гулистанскому району был присоединён Мирзачульский район. 3 августа 1961 года из Гулистанского района в новый Комсомольский район были переданы сельсоветы Кзылабад, Красноармейский, Красная Заря (Кызил -Тонг), Крестьянский, Сталинабад, а также поссоветы при совхозах Сталинабад и Шурузак. В 1963 году вошёл в состав Сырдарьинской области.

## Административно-территориальное деление
По состоянию на 1 января 2011 года, в состав района входят:
- 4 городских посёлка:

1. Бешбулак,
2. Дехканабад,
3. Улугбек,
4. Хулкар.

- 9 сельских сходов граждан:

1. Алтынтепа,
2. Алтын Урда,
3. Бешбулак,
4. Зарбдар,
5. Кунчи,
6. Саибабад,
7. Сахилабад,
8. Хумо,
9. Чорток.

## Известные уроженцы
- Хилола Ортикбоева — узбекская дзюдоистка и курешистка